# Free & Easy
Free & Easy was een zangduo uit het begin van de jaren zeventig.
Het duo bestond uit Wanda Stellaard en Titia Dekker. Ze maakten deel uit van The Secrets maar gingen hun eigen weg. Wanda Stellaard was de echtgenote van muziekproducent en musicus Gerard Stellaard, dus een platencontract was het probleem niet. Echter The Secrets waren dertien weken achtereen op de televisie geweest in het programma Zomaar een zomeravond. De dames vonden het vermoeiend om steeds weer nieuw repertoire in te studeren en toch uiteindelijk niet door te breken.
Een van de eerste optredens van de dames vond plaats in het radioprogramma Van twaalf tot twee. De dames klaagden dat iedereen hun liedjes wel goed vond, maar dat ze op de radio nauwelijks te horen waren. Ook televisieprogramma’s kozen vaak voor de gevestigde orde. De band kwam niet van de grond, maar de dames hadden genoeg werk door in achtergrondkoortjes te zingen en ook als zangeressen bij voorstellingen in bijvoorbeeld Theater Bellevue leverde voldoende inkomsten op.
In 1977 kwam het duo terug, maar dan onder de naam Amber. Opnieuw verschenen twee singles, maar opnieuw kwam het duo commercieel niet uit de verf.

## Discografie
- Free & Easy (1974): Your book/I’m on my own again (EMI Nederland, beide nummers van Gerard Stellaard)
- Free & Easy (1974): Closer now/ Thoughts (EMI Nederland) (idem)
- Amber (1977): Out of sight out of mind/Pi pi pi (Negram, EMI Nederland)(idem)
- Amber (1977): Just a bit attention/ Maybe, your love makes me beter (Negram, EMI Nederland)(idem).